# Eddy Vanhaerens
Eddy Vanhaerens (Torhout, 23 februari 1954) is een voormalig Belgisch profwielrenner.

## Biografie
Vanhaerens was profwielrenner van 1977 tot 1988. In totaal boekte hij 53 overwinningen tijdens zijn carrière als profwielrenner. Zijn specialiteit was de massasprint. Zijn meest succesvolle jaar was 1982. In dat jaar won hij twee etappes in de Ronde van Spanje, een etappe in de Ronde van Nederland, drie etappes in de Ronde van Aragon en werd tweede bij het Nationaal Kampioenschap op de weg. Tevens werd hij derde in het puntenklassement en tweede in het sprintklassement van de Vuelta 1982. In 1984 zou hij nogmaals tweede worden in het sprintklassement van de Vuelta. Ook won hij in 1982 en 1983 puntenklassement in de Ronde van Aragon. 
Ondanks zijn lange lijst van ereplaatsen verscheen Vanhaerens geen enkele keer aan de start van de Ronde van Frankrijk.

## Overwinningen en andere ereplaatsen
1975
- 1e etappe Ronde van Limburg (België), amateurs
- 2e etappe Ronde van Limburg (België), amateurs

1977
- 2e in Schaal Sels
- 3e etappe deel a Ronde van Catalonië

1978
- Omloop van West-Brabant

1979
- GP Raf Jonckheere
- 2e in de Omloop der Vlaamse Ardennen

1980
- 3e in de 4e etappe Ronde van Italië
- 5e etappe deel b Vierdaagse van Duinkerke
- 3e in Parijs-Tours

1982
- 2e etappe Ronde van Nederland
- Criterium San Sebastian
- 1e etappe Ronde van Aragon
- 2e etappe Ronde van Aragon
- 3e etappe Ronde van Aragon
- 2e in het eindklassement Ronde van Aragon
- het puntenklassement Ronde van Aragon
- 3e in Dwars door Vlaanderen/Dwars door België
- 2e in Gent-Wevelgem
- 3e in de 1e etappe deel a Ronde van Spanje
- 2e in de 1e etappe deel b Ronde van Spanje
- 2e in de 2e etappe Ronde van Spanje
- 2e in de 12e etappe Ronde van Spanje
- 15e etappe deel a Ronde van Spanje
- 19e etappe Ronde van Spanje
- 2e in het Sprintklassement Ronde van Spanje
- 3e in het Puntenklassement Ronde van Spanje
- 2e bij het Nationaal Kampioenschap op de weg, elite
- Omloop van het Houtland
- GP Denain

1983
- 1e etappe Ronde van Aragon
- 5e etappe deel b Ronde van Aragon
- het Puntenklassement Ronde van Aragon
- Gullegem Koerse
- GP Raf Jonckheere

1984
- 3e etappe Ronde van Catalonië
- 2e in het Sprintklassement Ronde van Spanje
- GP Raf Jonckheere

1985
- het Kampioenschap van Vlaanderen-Koolskamp
- Brussel-Ingooigem

1986
- 2e etappe Ronde van Denemarken

## Resultaten in voornaamste wedstrijden
| Jaar | Ronde van Italië | Ronde van Frankrijk | Ronde van Spanje |
| ---- | ---------------- | ------------------- | ---------------- |
| 1979 |                  |                     | opgave           |
| 1980 | opgave           |                     |                  |
| 1981 |                  |                     |                  |
| 1982 |                  |                     | 47e (2)          |
| 1983 |                  |                     |                  |
| 1984 |                  |                     | 81e              |
| 1985 |                  |                     |                  |
| 1986 |                  |                     |                  |
| 1987 |                  |                     |                  |
| 1988 |                  |                     | 115e             |

| Jaar | Milaan-San Remo | Gent-Wevelgem | Kuurne-Brussel-Kuurne | Parijs-Tours | E3 Harelbeke |
| ---- | --------------- | ------------- | --------------------- | ------------ | ------------ |
| 1979 |                 | 17e           |                       |              |              |
| 1980 |                 |               |                       | ↑            |              |
| 1981 |                 | 8e            |                       |              | 8e           |
| 1982 |                 | Zilver        | 6e                    |              |              |
| 1983 | 24e             |               |                       |              |              |
| 1984 |                 |               |                       | 55e          |              |
| 1985 |                 | 11e           |                       |              |              |
| 1986 |                 |               | 9e                    |              |              |
| 1987 |                 | 72e           | 9e                    |              |              |
| 1988 |                 |               |                       |              |              |

## Galerij

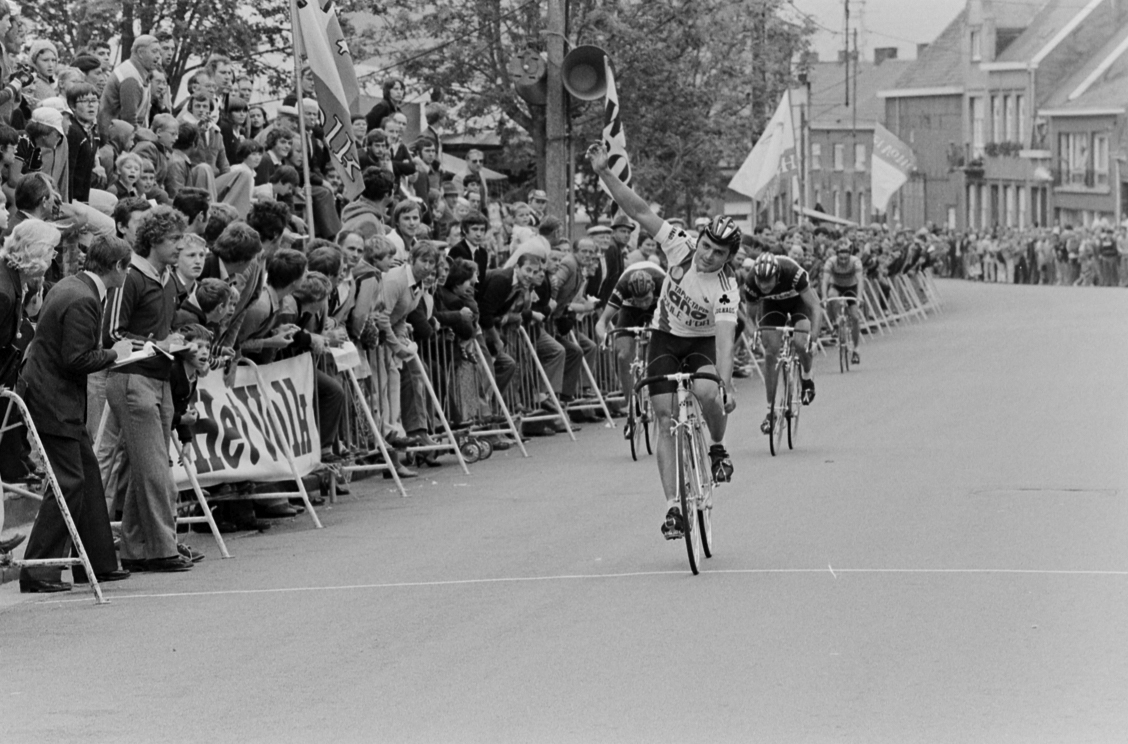
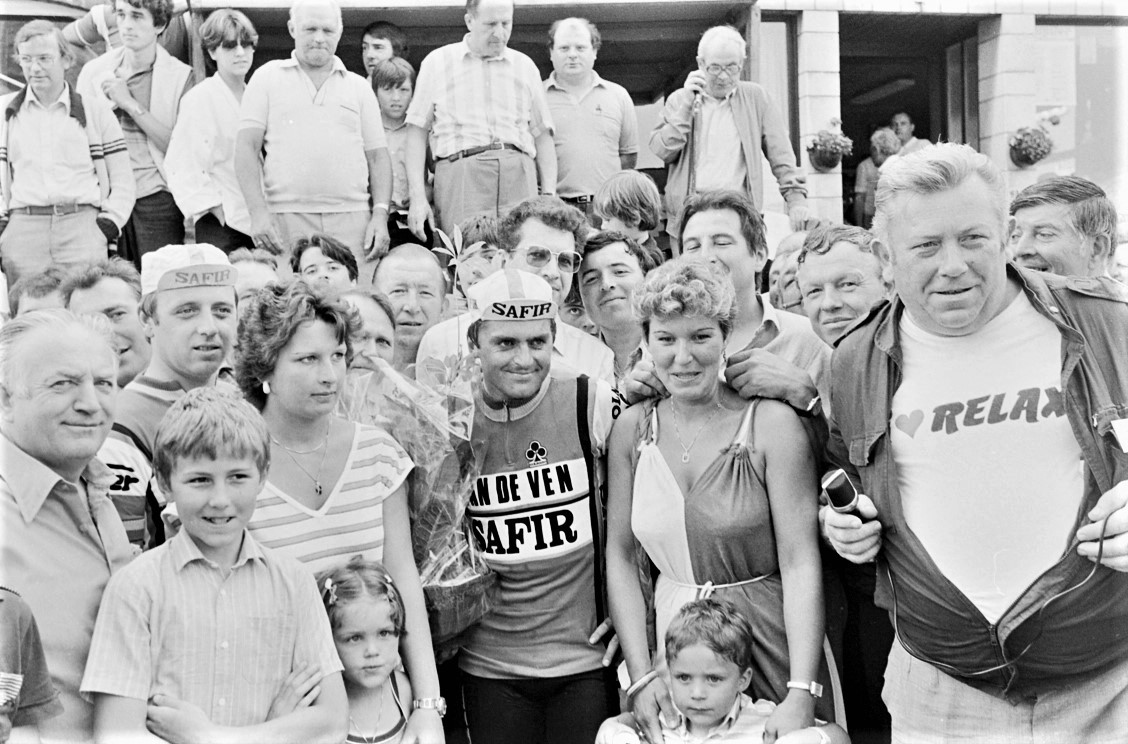
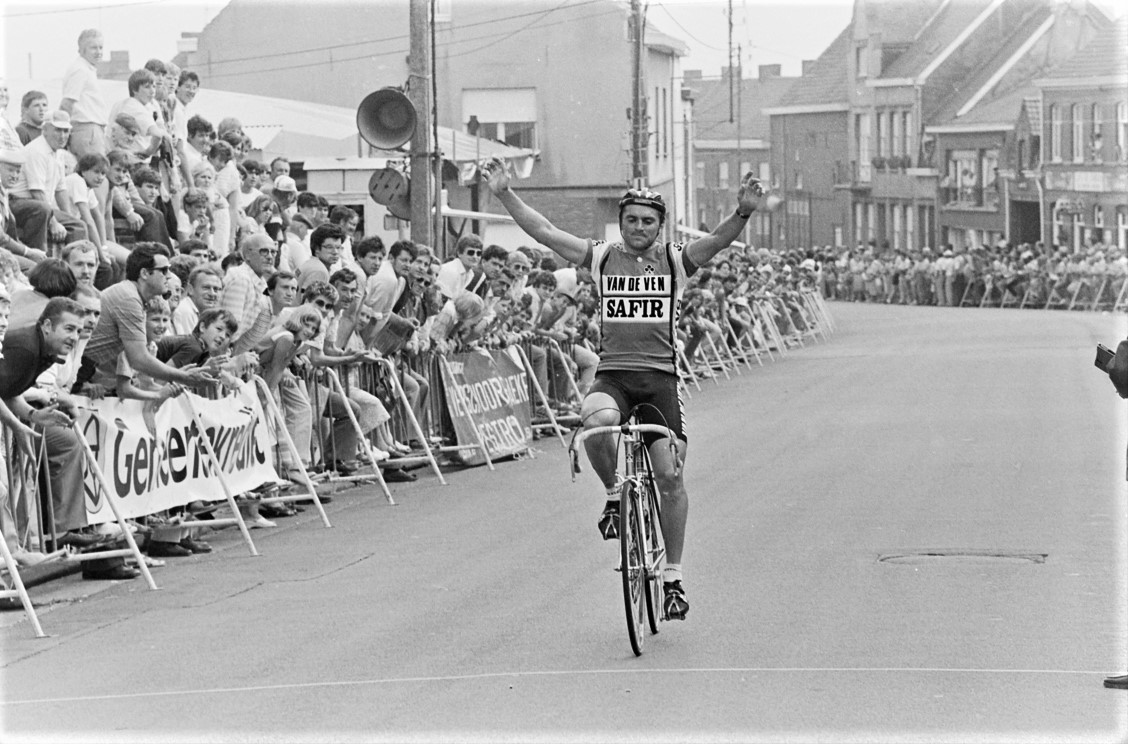
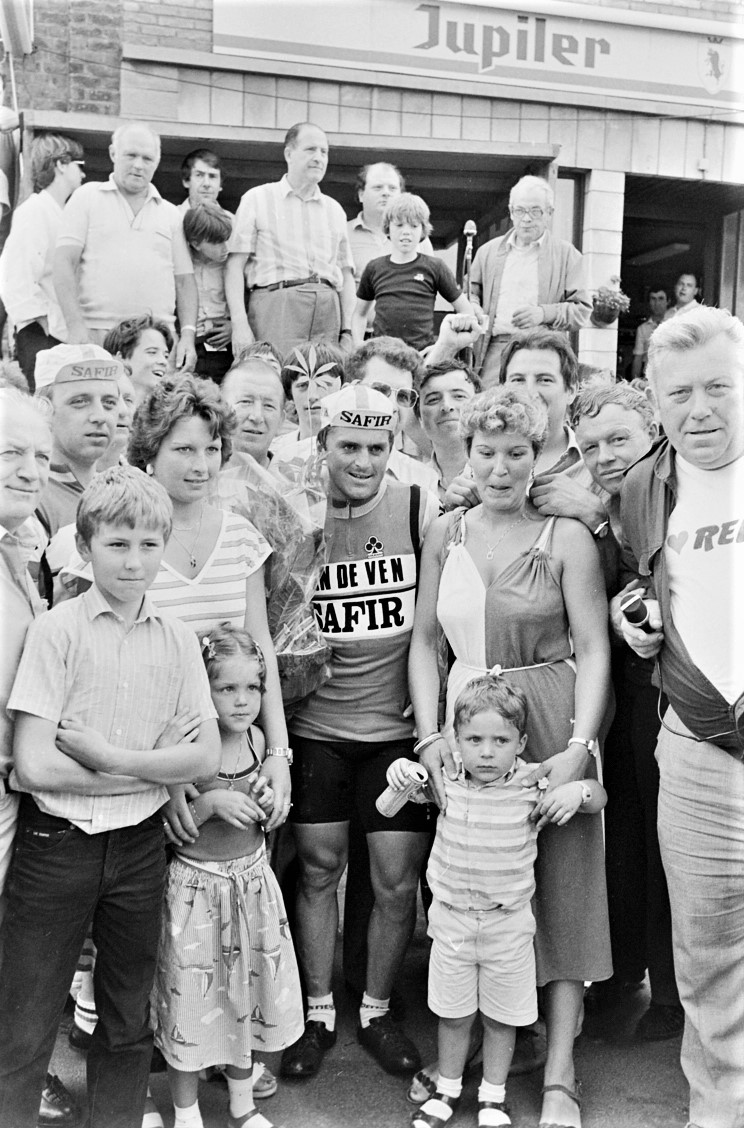
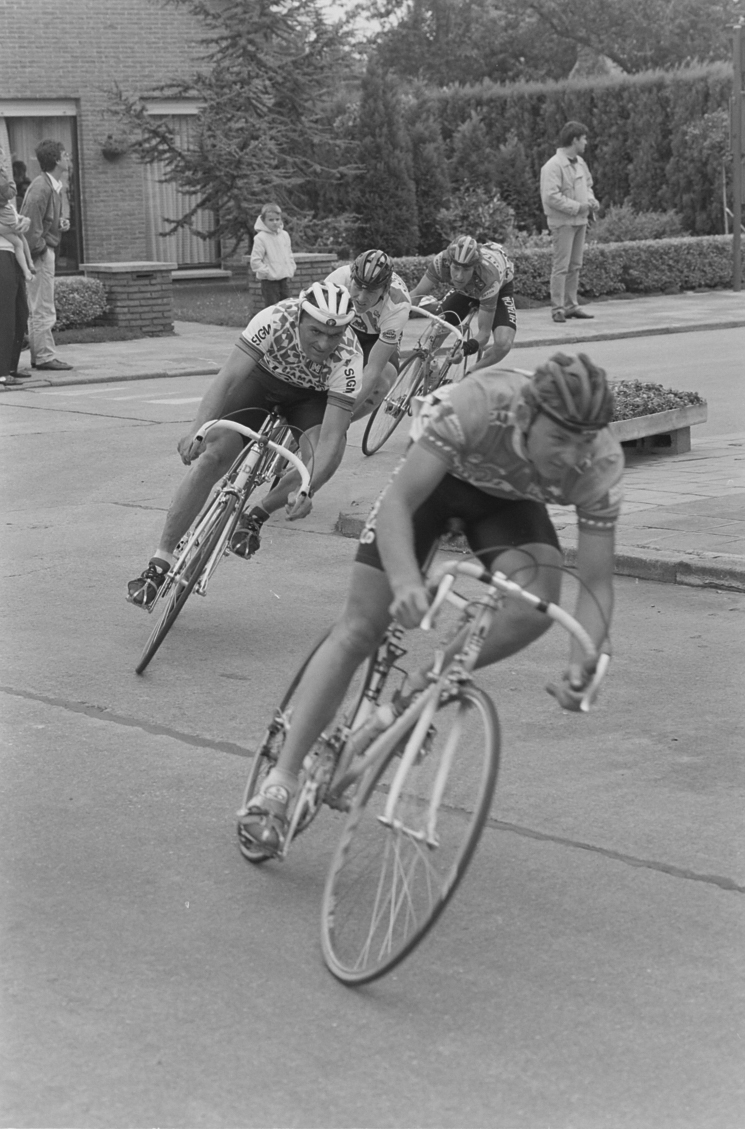
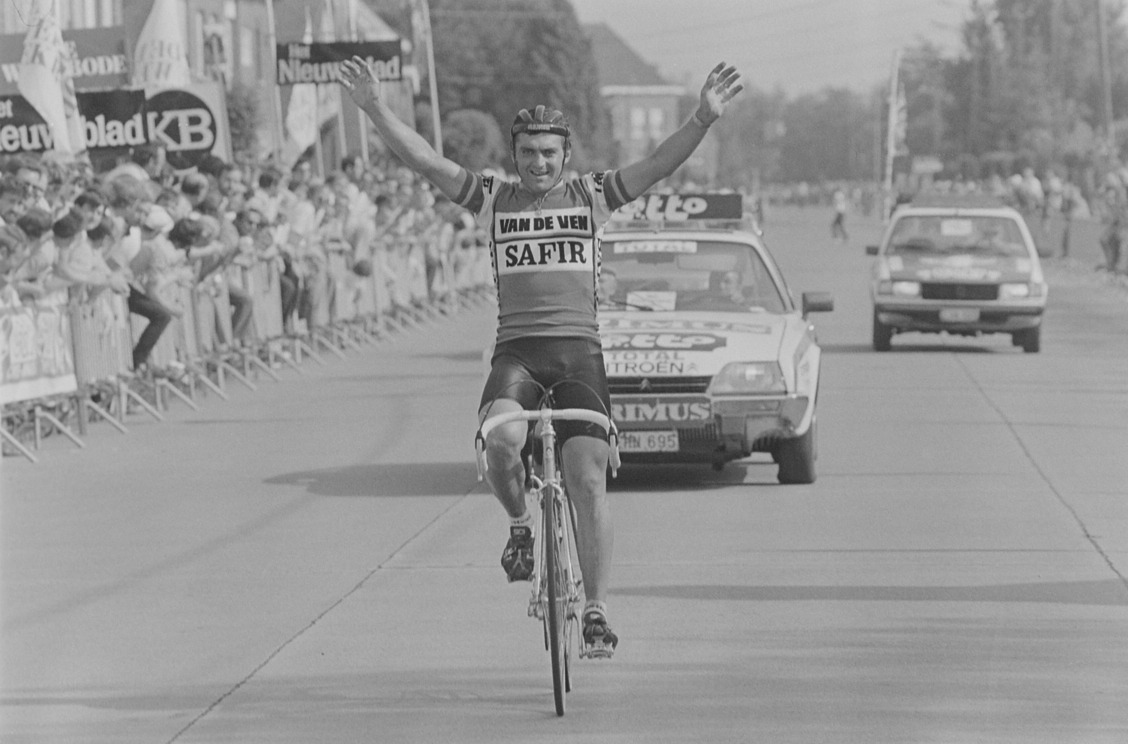
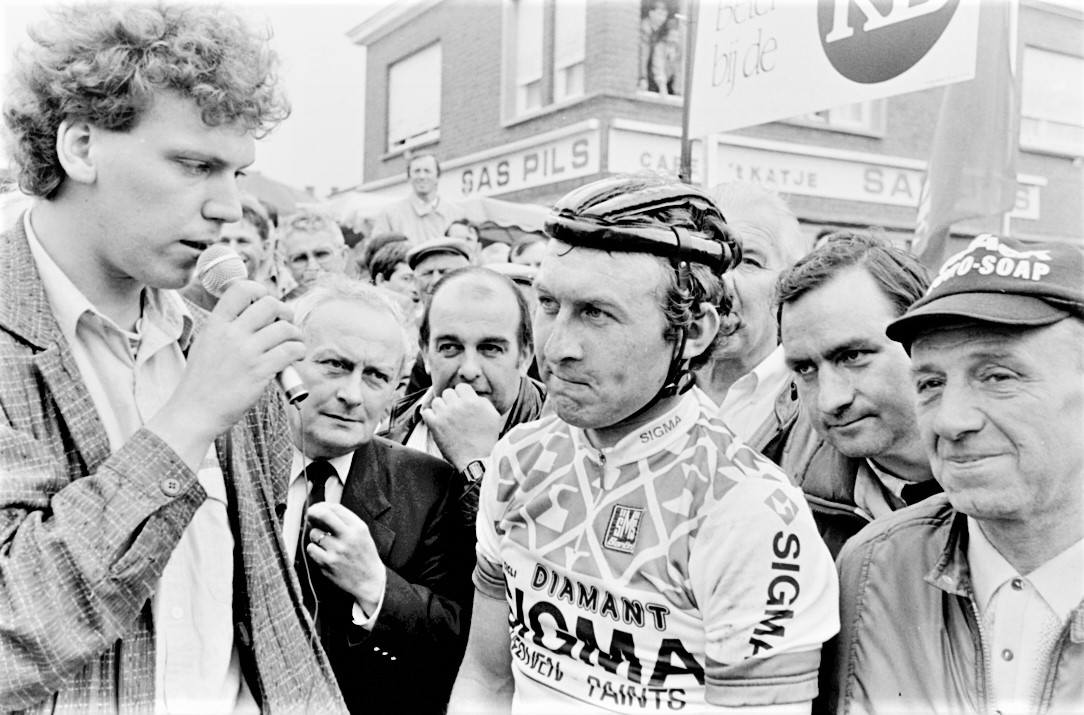

Wielerploegen van Eddy Vanhaerens
Albert ·
Bal ·
De Cnijf ·
De Nul ·
De Wolf ·
Frijns (vanaf 02/03) ·
A. van Houwelingen ·
J. van Houwelingen ·
Maessen ·
Reybrouck ·
Van Der Auwera ·
Van Vlierberghe ·
Vanhaerens ·
Verstraete
Algeri ·
Bossant ·
De Beule ·
De Cnijf ·
De Meyer ·
De Vlaeminck (tot 30/09) ·
De Wolf ·
Devos (vanaf 01/07) ·
Frijns ·
A. van Houwelingen ·
J. van Houwelingen ·
van Katwijk ·
Van Der Auwera ·
Van Tielcke ·
Van Vlierberghe ·
Vanhaerens · 

Versluys (vanaf 01/09) 
De Roo ·
De Witte ·
Devos ·
Frijns ·
Havik ·
Hildred ·
Van Houwelingen ·
Janiszewski ·
F. van Katwijk ·
P. van Katwijk ·
Maertens  ·
Pirard ·
Sergeant (vanaf 01/09)  ·
Van Linden ·
Van Vlierberghe ·
Vandeperre ·
Vanhaerens · 
Verlinden ·
Versluys · 
J. Wellens ·
L. Wellens (vanaf 01/03) ·
P. Wellens
Boulanger · 
Ceci · 
Clark · 
Dalgal · 
De Wilde · 
Haghedooren ·
Ilegems · 
Janssens ·
Kools ·   
Messelis · 
Nuttall ·
Peeters · 
Frank Pirard · 
Frits Pirard · 
Schurgers · 
Tourné · 
Van Camp ·
Van Der Vorst (tot 15/06) · 
Van Ende · 
Van Impe ·
Van Oyen ·
Vanhaerens
Boulanger · 
Ceci · 
Clark (tot 28/02) · 
Dalgal · 
De Wilde · 
Haghedooren ·
Heynderickx ·
Ilegems · 
Kools ·   
Kuiper ·
Lilholt ·
Mertens ·
Messelis · 
Meuwissen ·
Nevens ·
Peeters · 
Pirard · 
Schurgers (tot 15/02) · 
Tourné · 
Van Ende · 
Van Oyen ·
Van Slycke · 
Vanhaerens ·
Verleyen ·
Wijnant · 
Wijnants